# 山名靖英
山名 靖英（やまな やすひで、1944年1月16日 - ）は、日本の政治家。兵庫県氷上郡市島町出身。立命館大学経営学部卒業。元衆議院議員（3期）。山名宗全の末裔で、全国山名氏一族会理事長を務めた。

## 経歴
- 1944年1月16日に生まれる。
- 1962年 - 兵庫県立柏原高等学校を卒業する。
- 1966年 - 立命館大学経営学部を卒業する。
- 1966年 - 京都中央信用金庫に入庫する。
- 1983年 - 京都府議会議員に初当選（以降、3期）する。
- 1993年 - 京都府議会議員を辞職する。
- 1993年7月18日 - 第40回衆議院議員総選挙に初当選（公明党公認、旧京都2区）する。118,882票。
- 1996年10月20日 - 第41回衆議院議員総選挙（新進党公認、京都府第3区）で落選。52,884票。
- 1999年 - 公明党京都本部代表に就任する。
- 2000年6月25日 - 第42回衆議院議員総選挙（公明党公認、比例近畿ブロック）で当選。
- 2001年1月6日 - 中央省庁再編と同時に行われた大臣政務官の設置にともない、第2次森改造内閣の総務大臣政務官に就任（2001年4月26日まで）。
- 2001年5月7日 - 第1次小泉内閣において、総務大臣政務官に再任される。
- 2002年1月8日 - 総務大臣政務官を退任する。
- 2005年8月8日 - 衆議院解散に伴い政界引退。